# Фагаса
Фагаса (англ. Fagasa) — деревня в округе Ваисигано Независимого Государства Самоа, расположенное в северо-западной части острова Савайи. Относится к избирательному округу Ваисигано-2. Население — 265 человек.